# Фаланга
Фала́нги (лат. phalanges, однина phalanx; від грец. φάλαγξ) також челенки (одн. челенко́, челено́к) чи маслаччя (одн. маслачóк) — короткі трубчасті кістки, які утворюють скелет пальців кінцівок хребетних тварин.

## Будова
Фаланга є трубчастою кісткою. Середня частина фаланги називається тілом (corpus), проксимальний кінець — основою (basis), дистальний кінець — блоком (trochlea). На дистальному кінці нігтьової фаланги є нігтьова горбистість (tuberositas phalangis distalis).

## Людські фаланги
У людини кожен палець, крім великого, складається з 3 фаланг, а великий з 2. Ці три фаланги називаються основною, середньою і нігтьовою. Фаланги нижньої кінцівки відрізняються від фаланг верхньої кінцівки меншою довжиною. На пальцях руки найдовша фаланга — основна третього пальця, а найкоротша і найгрубша — основна фаланга великого пальця. Кожна фаланга є видовженою кісточкою, яка має в середній частині (діафіз) форму півциліндра, плоска частина якого обернена на долонну, а випукла на тильну сторону. Кінцеві частини фаланги (епіфізи) несуть суглобні поверхні.
У медицині використовуються такі терміни для фаланг кисті і стопи:
- проксимальна (основна) фаланга (phalanx proximalis);
- середня фаланга (phalanx media), у великого пальця відсутня;
- дистальна (нігтьова) фаланга (phalanx distalis).

### Фаланги кисті
Проксимальні фаланги пальців з'єднуються п'ястково-фаланговими суглобами (articulationes metacarpophalangeae) з п'ястковими кістками (проксимальна фаланга великого пальця — з I п'ястковою, вказівного — з II, середнього — з III, підмізинного — з IV, мізинця — з V). Між собою фаланги сполучаються міжфаланговими суглобами (articulationes interphalangeae): суглоби між проксимальними і середніми фалангами називаються проксимальними (articulationes interphalangeae proximales), між середніми і дистальними фалангами — відповідно дистальними (articulationes interphalangeae distales); на великому пальці є тільки один міжфаланговий суглоб.

### Фаланги ступні
Проксимальні фаланги пальців ноги з'єднуються плесно-фаланговими суглобами (articulationes metatarsophalangeae) з плесновими кістками (проксимальна фаланга великого пальця — з I плесновою, вказівного — з II, середнього — з III, підмізинного — з IV, мізинця — з V). Між собою фаланги сполучаються міжфаланговими суглобами, великий палець ноги також має єдиний міжфаланговий суглоб.

## Інші тварини

### Ссавці
У китоподібних число фаланг значно більше. Це пояснюється тим, що в них діафізи і епіфізи фаланг костеніють окремо і утворюють неначе самостійні фаланги.

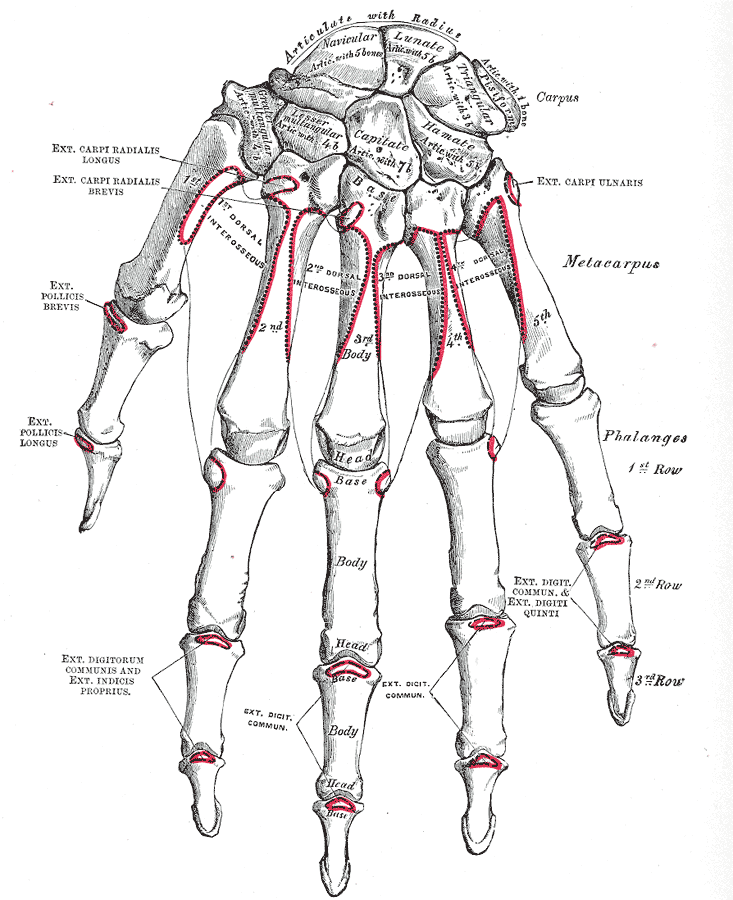
Фаланги пальців правої руки людини

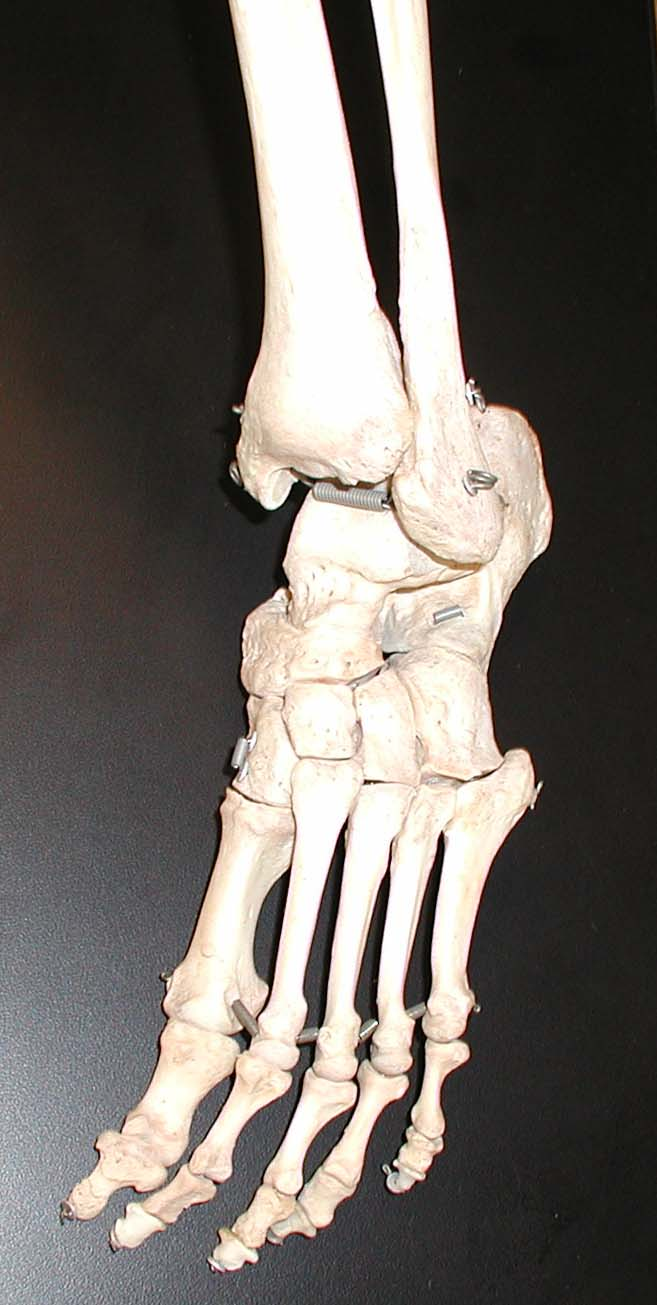
Фаланги пальців лівої ноги людини

У гризунів Pedetes так званий praepollex (лат. prae — «перед-», «рудиментарний», pollex — «великий палець кисті») складається з двох фаланг і несе кіготь. Якщо приймати перший палець земноводних за praepollex і praehallux (hallux — «великий палець стопи»), то він також буде складатися з двох фаланг.

### Птахи
У птахів нормальне число фаланг на ногах, рахуючи від внутрішнього пальця, зазвичай буває 2, 3, 4, 5 у чотирипалих форм і 3, 4, 5 у трипалих, але це правило має ряд виключень. Наприклад, у буревісників 1, 3, 4, 5; у дрімлюг 2, 3, 4, 4; у декотрих серпокрильців 2, 3, 3, 3.
У двопалого африканського страуса, у якого збереглися третій і четвертий пальці, по 4 і 5 фаланг відповідно.
На крилі перший і третій пальці зазвичай із одної фаланги, а другий з двох, але і тут зустрічаються винятки. Наприклад, у денних хижих птахів, куриних, нанду число фаланг, рахуючи від внутрішнього пальця, 2, 2, 1; у качок, дрохв та інших 2, 3, 1; у африканського страуса 2, 3, 2; у казуара і ківі 0, 3, 0.

### Плазуни
Число фаланг у плазунів невелике, але непостійне. Проте на задніх кінцівках викопної групи звіроподібні (Theromorpha), яку вважають предками ссавців, число фаланг було таке ж, як і в останніх. У водних викопних груп завроптеригій (Sauropterygia) и іхтіоптеригій (Ichtyopterygia), які мали плавникоподібну кінцівку, схожу на таку в китоподібних, число фаланг було досить велике, як і в китоподібних. Це, звичайно ж, вказує на значення збільшення числа фаланг як на пристосування кінцівки до водного способу життя.

### Земноводні
Непостійне число фаланг і в амфібій. В більшості випадків у хвостатих земноводних (Urodela) пальці мають по дві фаланги, крім четвертого, який має три. У безхвостих (Anura) п'ятий палець теж має три фаланги. Додаткові пальці складають зазвичай із однієї фаланги, хоча деколи з двох.

## Висновки
Приведені цифри можуть бути зведені в таблицю:
| Групи тварин         | Групи тварин         | Число фаланг на пальцях, починаючи з внутрішнього пальця | Число фаланг на пальцях, починаючи з внутрішнього пальця | Число фаланг на пальцях, починаючи з внутрішнього пальця | Число фаланг на пальцях, починаючи з внутрішнього пальця | Число фаланг на пальцях, починаючи з внутрішнього пальця | Число фаланг на пальцях, починаючи з внутрішнього пальця | Число фаланг на пальцях, починаючи з внутрішнього пальця | Число фаланг на пальцях, починаючи з внутрішнього пальця | Число фаланг на пальцях, починаючи з внутрішнього пальця | Число фаланг на пальцях, починаючи з внутрішнього пальця |
| Групи тварин         | Групи тварин         | на задніх кінцівках                                      | на задніх кінцівках                                      | на задніх кінцівках                                      | на задніх кінцівках                                      | на задніх кінцівках                                      | на передніх кінцівках                                    | на передніх кінцівках                                    | на передніх кінцівках                                    | на передніх кінцівках                                    | на передніх кінцівках                                    |
| Групи тварин         | Групи тварин         | I                                                        | II                                                       | III                                                      | IV                                                       | V                                                        | I                                                        | II                                                       | III                                                      | IV                                                       | V                                                        |
| Ссавці               | більшість видів      | 2                                                        | 3                                                        | 3                                                        | 3                                                        | 3                                                        | 2                                                        | 3                                                        | 3                                                        | 3                                                        | 3                                                        |
| -------------------- | -------------------- | -------------------------------------------------------- | -------------------------------------------------------- | -------------------------------------------------------- | -------------------------------------------------------- | -------------------------------------------------------- | -------------------------------------------------------- | -------------------------------------------------------- | -------------------------------------------------------- | -------------------------------------------------------- | -------------------------------------------------------- |
| Ссавці               | Людина               | 2                                                        | 3                                                        | 3                                                        | 3                                                        | 3                                                        | 2                                                        | 3                                                        | 3                                                        | 3                                                        | 3                                                        |
| Птахи                |                      |                                                          |                                                          |                                                          |                                                          |                                                          |                                                          |                                                          |                                                          |                                                          |                                                          |
| Соколові             |                      |                                                          |                                                          |                                                          |                                                          | —                                                        | 2                                                        | 2                                                        | 1                                                        | —                                                        |                                                          |
| Курячі               |                      |                                                          |                                                          |                                                          |                                                          | —                                                        | 2                                                        | 2                                                        | 1                                                        | —                                                        |                                                          |
| Качки                |                      |                                                          |                                                          |                                                          |                                                          | —                                                        | 2                                                        | 2                                                        | 1                                                        | —                                                        |                                                          |
| Дрохви               |                      |                                                          |                                                          |                                                          |                                                          | —                                                        | 2                                                        | 2                                                        | 1                                                        | —                                                        |                                                          |
| Казуари              |                      |                                                          |                                                          |                                                          |                                                          | —                                                        | —                                                        | 3                                                        | —                                                        | —                                                        |                                                          |
| Чотирипалі птахи     | більшість видів      | 2, 3, 4, 5                                               | 2, 3, 4, 5                                               | 2, 3, 4, 5                                               | 2, 3, 4, 5                                               | 2, 3, 4, 5                                               | —                                                        | 1                                                        | 2                                                        | 1                                                        | —                                                        |
| Чотирипалі птахи     | Буревісник           | 1, 3, 4, 5                                               | 1, 3, 4, 5                                               | 1, 3, 4, 5                                               | 1, 3, 4, 5                                               | 1, 3, 4, 5                                               |                                                          |                                                          |                                                          |                                                          |                                                          |
| Чотирипалі птахи     | Дрімлюга             | 2, 3, 4, 4                                               | 2, 3, 4, 4                                               | 2, 3, 4, 4                                               | 2, 3, 4, 4                                               | 2, 3, 4, 4                                               |                                                          |                                                          |                                                          |                                                          |                                                          |
| Чотирипалі птахи     | Ківі                 |                                                          |                                                          |                                                          |                                                          |                                                          | —                                                        | —                                                        | 3                                                        | —                                                        | —                                                        |
| Чотирипалі птахи     | деякі стрижі         | 2, 3, 3, 3                                               | 2, 3, 3, 3                                               | 2, 3, 3, 3                                               | 2, 3, 3, 3                                               | 2, 3, 3, 3                                               |                                                          |                                                          |                                                          |                                                          |                                                          |
| Трипалі птахи        | більшість видів      | 3, 4, 5                                                  | 3, 4, 5                                                  | 3, 4, 5                                                  | 3, 4, 5                                                  | 3, 4, 5                                                  | —                                                        | 1                                                        | 2                                                        | 1                                                        | —                                                        |
| Двопалі птахи        | більшість видів      | 4, 5                                                     | 4, 5                                                     | 4, 5                                                     | 4, 5                                                     | 4, 5                                                     |                                                          |                                                          |                                                          |                                                          |                                                          |
| Двопалі птахи        | Американський страус | 4, 5                                                     | 4, 5                                                     | 4, 5                                                     | 4, 5                                                     | 4, 5                                                     | —                                                        | 2                                                        | 2                                                        | 1                                                        | —                                                        |
| Двопалі птахи        | Африканський страус  | 4, 5                                                     | 4, 5                                                     | 4, 5                                                     | 4, 5                                                     | 4, 5                                                     | —                                                        | 2                                                        | 3                                                        | 2                                                        | —                                                        |
| Плазуни              | Плазуни              | 2                                                        | 3                                                        | 4                                                        | 5                                                        | 3(4)                                                     | 2                                                        | 3                                                        | 4                                                        | 5                                                        | 3(4)                                                     |
| Земноводні           |                      |                                                          |                                                          |                                                          |                                                          |                                                          |                                                          |                                                          |                                                          |                                                          |                                                          |
| Хвостаті земноводні  | 2(1)                 | 2                                                        | 3                                                        | 3                                                        | 2                                                        | 2, 2, 3, 2                                               | 2, 2, 3, 2                                               | 2, 2, 3, 2                                               | 2, 2, 3, 2                                               | 2, 2, 3, 2                                               |                                                          |
| Безхвості земноводні | 2                    | 2                                                        | 3                                                        | 4                                                        | 3                                                        | 2, 2, 3, 3                                               | 2, 2, 3, 3                                               | 2, 2, 3, 3                                               | 2, 2, 3, 3                                               | 2, 2, 3, 3                                               |                                                          |